# At-Tira (Ramla)
At-Tira (arab. طيرة دندن) – nieistniejąca już arabska wieś, która była położona w Dystrykcie Ramli w Mandacie Palestyny. Wieś została wyludniona i zniszczona podczas I wojny izraelsko-arabskiej, po ataku Sił Obronnych Izraela w nocy z 9 na 10 lipca 1948.

## Położenie
At-Tira leżała na wschodnim krańcu nadmorskiej równiny Szaron. Według danych z 1945 do wsi należały ziemie o powierzchni 6956 ha. We wsi mieszkało wówczas 1290 osób.
| Własność gruntów | Powierzchnia gruntów [ha] |
| ---------------- | ------------------------- |
| Arabowie         | 6 706                     |
| Żydzi            | 0                         |
| publiczne        | 50                        |
| Razem            | 6 956                     |

| Rodzaj użytkowanych gruntów | Arabowie [ha] | Żydzi [ha] |
| --------------------------- | ------------- | ---------- |
| uprawy nawadniane           | 78            | 0          |
| uprawy zbóż                 | 5 551         | 0          |
| nieużytki                   | 1 282         | 0          |
| zabudowane                  | 45            | 0          |

## Historia
W czasach krzyżowców istniała tutaj osada nazywana Thaeria. W 1596 była to niewielka wieś z populacją 160 mieszkańców.
W okresie panowania Brytyjczyków At-Tira była małą wsią. We wsi znajdowały się dwa meczety, w tym stary meczet al-'Umari. W 1922 utworzono szkołę podstawową, do której w 1947 uczęszczało 110 uczniów i 22 uczennice.
Decyzją rezolucji Zgromadzenia Ogólnego ONZ nr 181 z 29 listopada 1947, wieś al-Tira miała znajdować się w państwie arabskim w Palestynie. Na początku I wojny izraelsko-arabskiej w maju 1948 wieś zajęły arabskie milicje, które atakowały żydowską komunikację w okolicy. Na samym początku operacji „Danny” w nocy z 9 na 10 lipca 1948 wieś zajęli izraelscy żołnierze. Zmusili oni wszystkich mieszkańców do opuszczenia wioski, a domy wysadzili.

## Miejsce obecnie
Na gruntach należących do At-Tiry powstał w 1949 moszaw Tirat Jehuda, a w 1952 moszaw Bareket.
Palestyński historyk Walid Chalidi, tak opisał pozostałości wioski At-Tiry: „Część kamiennych domów przetrwała, niektóre są opuszczone, inne są zajęte przez Izraelczyków, a jeszcze inne są wykorzystywane jako stajnie na bydło. Jeden z opuszczonych domów z dużymi okrągłymi oknami i płaskim dachem jest ogrodzony drutem kolczastym. Teren jest zaniedbany i porośnięty trawą”.